# Peter Verschuren
Peter Verschuren (Malden, 1955) is een Nederlandse politicus. Hij was onder meer wethouder in de gemeenten Groningen, Hoogezand-Sappemeer en Midden-Groningen. Hij is lid van de Socialistische Partij. Voor deze partij had hij jarenlang een bepalende positie in de afdeling Groningen.

## Loopbaan
Verschuren studeerde enige tijd sociale geografie, maar maakte deze studie niet af. Later werkte hij voor de Groningse sociale dienst en als tekstschrijver voor een reclamebureau. Tevens was hij in betaalde dienst bij de SP als hoofdredacteur van het kaderblad Spanning en schreef hij in het ledenblad Tribune. In 2003 was hij medewerker van het wetenschappelijk bureau van de partij.
Van 1988 tot 2006 zat Verschuren namens de SP in de gemeenteraad van Groningen. Van 2006 tot 2010 was hij wethouder sociale zaken, DSW Stadspark en integratie in het linkse college van PvdA, SP en GroenLinks. In 2014 werd hij wethouder in Hoogezand-Sappemeer. Nadat deze gemeente per 1 januari 2018 opging in Midden-Groningen werd Verschuren daar wethouder.
In februari 2018 kwam hij onder vuur te liggen van de FNV, omdat Midden-Groningen samen met PostNL bijstandsgerechtigden en uitzendkrachten zou uitbuiten door ze in het kader van een re-integratietraject te laten werken zonder extra inkomsten te krijgen.
In 2022 nam Verschuren afscheid als wethouder.

## Publicatie
- Genadebrood. De onstuitbare opmars van de voedselbank. (2015)